# Matías Orihuela
 Matías Exequiel Orihuela (Cosquín, Córdoba, Argentina; 17 de febrero de 1992) es un futbolista argentino. Juega como lateral o volante por izquierda en San Martín (SJ) de la  Liga Profesional.

## Trayectoria

### Inicios y Morón
Comenzó a jugar a los 17 años en Instituto de Córdoba, entidad que dejó por temas particulares, de tipo familiar. Tras enterarse por la página de la AFA, que el club estaba realizando pruebas con jugadorres categoría 92, luego de superar las mismas, se le permitió incorporarse a la cuarta división del Deportivo Morón tras mostrarse un par de meses. Su debut oficial en la Primera del Gallito fue ante Central Córdoba, partido que su equipo ganó 2-1 con tantos de Damián Akerman.

### Estudiantes de la Plata
En la temporada 2014/2015 ficho por Estudiantes de La Plata,

### Quilmes
En la temporada 2015/2016 ficho por Quilmes,

### Tigre
En la temporada 2017/2018 ficho por Tigre.

### Temperley
En la temporada 2017/2018 ficho por Temperley. Luego de un corto paso por Tigre.

### Apollon Smyrnis
En la temporada 2018/2019 ficho por el Apollon Smyrnis.

### Newell's Old Boys
En la temporada 2019/2020 ficho por Newell’s Old Boys,

### Atlético Tucuman
A partir del 2021, participa del equipo de Atlético Tucumán de la primera división de Argentina.

## Estadísticas
- Actualizado hasta el 26 de julio de 2025.

| Deportivo Morón Argentina | 3.ª                 | 2012-13             | 9   | 0 | 0  | 0 | - | - | 9   | 0 | 0    |
| Deportivo Morón Argentina | 3.ª                 | 2013-14             | 25  | 0 | 1  | 0 | - | - | 26  | 0 | 0    |
| Deportivo Morón Argentina | Total club          | Total club          | 34  | 0 | 1  | 0 | - | - | 35  | 0 | 0    |
| Estudiantes (LP) Argentina | 1.ª                 | 2014                | 2   | 0 | 0  | 0 | 0 | 0 | 2   | 0 | 0    |
| Estudiantes (LP) Argentina | 1.ª                 | 2015                | 0   | 0 | 0  | 0 | 0 | 0 | 0   | 0 | 0    |
| Estudiantes (LP) Argentina | Total club          | Total club          | 2   | 0 | 0  | 0 | 0 | 0 | 2   | 0 | 0    |
| Quilmes Argentina | 1.ª                 | 2016                | 5   | 1 | 0  | 0 | - | - | 5   | 1 | 0.2  |
| Quilmes Argentina | 1.ª                 | 2016-17             | 28  | 1 | 1  | 1 | - | - | 29  | 2 | 0.07 |
| Quilmes Argentina | Total club          | Total club          | 33  | 2 | 1  | 1 | - | - | 34  | 3 | 0.09 |
| Tigre Argentina | 1.ª                 | 2017-18             | 2   | 0 | 0  | 0 | - | - | 2   | 0 | 0    |
| Tigre Argentina | Total club          | Total club          | 2   | 0 | 0  | 0 | - | - | 2   | 0 | 0    |
| Temperley Argentina | 1.ª                 | 2017-18             | 8   | 0 | 0  | 0 | - | - | 8   | 0 | 0    |
| Temperley Argentina | Total club          | Total club          | 8   | 0 | 0  | 0 | - | - | 8   | 0 | 0    |
| Apollon Smyrnis · Grecia | 1.ª                 | 2018-19             | 20  | 0 | 1  | 0 | - | - | 21  | 0 | 0    |
| Apollon Smyrnis · Grecia | Total club          | Total club          | 20  | 0 | 1  | 0 | - | - | 21  | 0 | 0    |
| Newell's Old Boys Argentina | 1.ª                 | 2019-20             | 1   | 0 | 0  | 0 | - | - | 1   | 0 | 0    |
| Newell's Old Boys Argentina | 1.ª                 | 2020                | -   | - | 0  | 0 | - | - | 0   | 0 | 0    |
| Newell's Old Boys Argentina | 1.ª                 | 2021                | 0   | 0 | 4  | 0 | 4 | 0 | 8   | 0 | 0    |
| Newell's Old Boys Argentina | Total club          | Total club          | 1   | 0 | 4  | 0 | 4 | 0 | 9   | 0 | 0,00 |
| Atlético Tucumán Argentina | 1.ª                 | 2021                | 12  | 0 | 0  | 0 | - | - | 12  | 0 | 0    |
| Atlético Tucumán Argentina | 1.ª                 | 2022                | 25  | 1 | 7  | 1 | - | - | 32  | 2 | 0.06 |
| Atlético Tucumán Argentina | 1.ª                 | 2023                | 27  | 1 | 12 | 0 | 0 | 0 | 39  | 1 | 0.03 |
| Atlético Tucumán Argentina | 1.ª                 | 2024                | 8   | 0 | 11 | 0 | - | - | 19  | 0 | 0    |
| Atlético Tucumán Argentina | 1.ª                 | 2025                | 6   | 0 | 1  | 0 | - | - | 7   | 0 | 0    |
| Atlético Tucumán Argentina | Total club          | Total club          | 78  | 2 | 31 | 1 | 0 | 0 | 109 | 3 | 0.03 |
| San Martín (SJ) Argentina | 1.ª                 | 2025                | 2   | 0 | -  | - | - | - | 2   | 0 | 0    |
| San Martín (SJ) Argentina | Total club          | Total club          | 2   | 0 | -  | - | - | - | 2   | 0 | 0    |
| Total en su carrera | Total en su carrera | Total en su carrera | 180 | 4 | 38 | 2 | 4 | 0 | 222 | 6 | 0.03 |
| (1) Las copas nacionales se refiere a la Copa Argentina, la Copa de la Liga Profesional y la Copa de Grecia. (2) Las copas internacionales se refiere a la Copa Libertadores y a la Copa Sudamericana. (3) Media de goles por encuentro. No incluye goles en partidos amistosos. |                     |                     |     |   |    |   |   |   |     |   |      |